# ブッチャーノ
ブッチャーノ（イタリア語: Bucciano）は、イタリア共和国カンパニア州ベネヴェント県にある、人口約2,100人の基礎自治体（コムーネ）。

## 地理

### 位置・広がり
ベネヴェント県南西部のコムーネ。県都ベネヴェントから西南西へ19kmの距離にある。

#### 隣接コムーネ
隣接するコムーネは以下の通り。
- アイローラ
- ボネーア
- モイアーノ
- トッコ・カウディオ